# Дик Трејси (филм)
Дик Трејси (енгл. Dick Tracy) је криминалистичка акциона филмска комедија из 1990. године.
У филму је представљена ансамблска подела улога. Главне улоге играју Ворен Бејти, Ал Пачино, Мадона и Глен Хедли.

## Радња
1930-их, Чикаго, Прохибиција. Градом управља банда гангстера по имену Биг Бој Каприс (Ал Паћино), са којим нико не може да изађе на крај, али храбри детектив Дик Трејси изазива банду. Дик Трејси је супер полицајац и фанатик који мрзи да седи за столом и смењује папире, и више воли да ради на улицама града, али не може да одоли својој девојци - Тес Трухарт (Глен Хедли) и кабаре певачици - лепотици Махони (Мадона).

## Улоге
| Глумац          | Улога           |
| --------------- | --------------- |
| Ворен Бејти     | Дик Трејси      |
| Ал Паћино       | Биг Бој Каприс  |
| Мадона          | Махони          |
| Глен Хедли      | Тес Трухарт     |
| Чарли Корсмо    | клинац          |
| Дастин Хофман   | Мамблс          |
| Вилијам Форсајт | Флетоп          |
| Менди Патинкин  | 88 киз          |
| Чарлс Дернинг   | шеф Брендон     |
| Мајкл Џ. Полард | Баг Бејли       |
| Џејмс Кан       | Спадс Спалдони  |
| Пол Сорвино     | Липс Менлис     |
| Том Сигнорели   | Мајк            |
| Дик ван Дајк    | Д. А. Флечер    |
| Хенри Силва     | Инфлуенс        |
| Ед О’Рос        | Ичи             |
| Роберт Костанцо | телохранитељ    |
| Ар Џи Армстронг | Прунфејс        |
| Маршал Бел      | полицајац       |
| Колм Мини       | полицајац       |
| Кетрин О’Хара   | Текси Гарсија   |
| Естел Парсонс   | госпођа Трухарт |
| Џејмс Толкан    | Намберс         |
| Брус Малер      | репортер        |
| Кети Бејтс      | госпођа Грин    |
| Мајк Мазурки    | старац у хотелу |